# Shafter (Texas)
Pour les articles homonymes, voir Shafter.
Shafter est une localité américaine située dans le comté de Presidio, au Texas. Elle constitue pour l'essentiel une ville fantôme.